# FC Sète

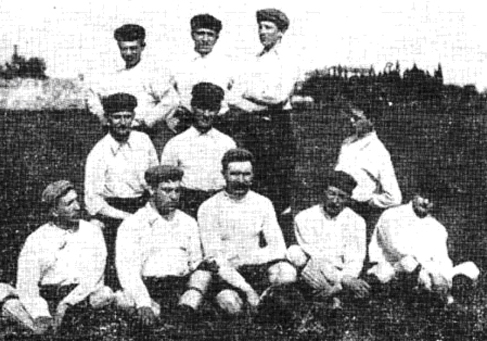
Team van 1901

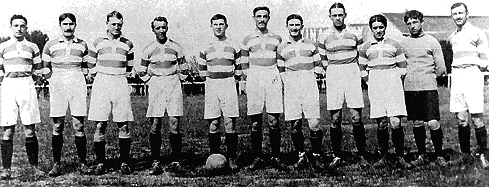
Team van 1914

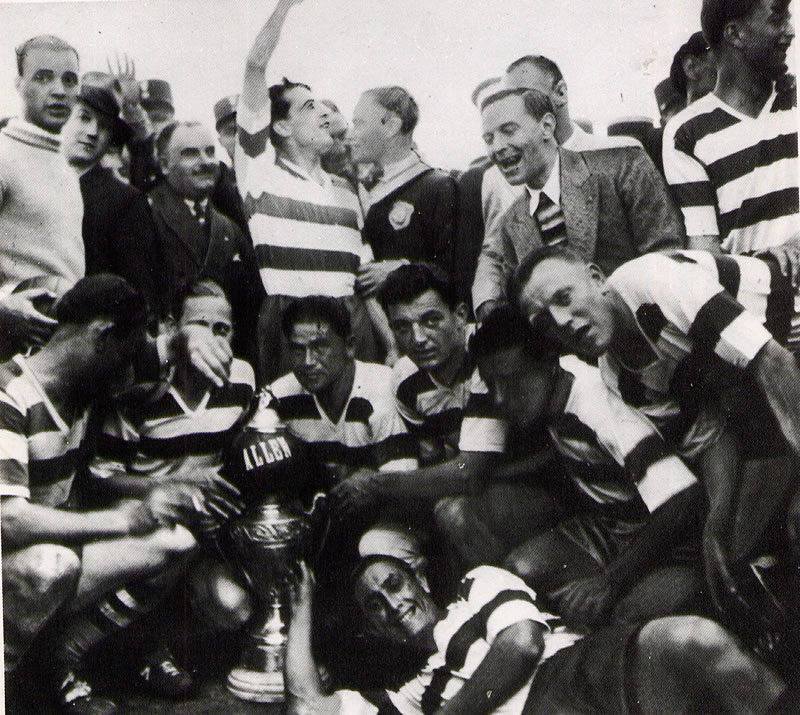
Team van 1934

FC Sète 34 is een Franse voetbalclub. De club werd in 1900 opgericht als Olympique Cettois (tot 1927 was Cette de schrijfwijze van de stad Sète). In 1914 werd de huidige naam aangenomen, 34 is het stamnummer van de club (dit kwam er pas na de Tweede Wereldoorlog bij).
De club was een van de dominerende clubs voor de start van de Franse competitie in 1932, ook in de competitie presteerde de club goed met 2 titels. Tot 1954 speelde de club in de eerste klasse. Daarna pendelde de club tussen 2de en 4de klasse. In 2005 degradeerde de club opnieuw uit de 2de klasse. De club zakte snel weg maar keerde in 2012 terug naar de CFA 2. In 2014 promoveerde de club naar de CFA. In 2020 promoveerde de club naar de Championnat National. 
Na financiële onregelmatigheden werd de club echter naar de regionale reeksen terugverwezen.

## Erelijst
- Kampioen van Frankrijk: 1934, 1939
- Franse beker: 1930, 1934

## Sète in Europa
#R = #ronde, 1/4 = kwartfinale, PUC = punten UEFA coëfficiënten 
| Seizoen | Competitie        | Ronde | Land                        | Club            | Score      | PUC |
| ------- | ----------------- | ----- | --------------------------- | --------------- | ---------- | --- |
| 1930/31 | Coupe des Nations | 1R    | Vlag van Duitse Keizerrijk  | SpVgg Fürth     | 3-4 (n.v.) | 0.0 |
|         |                   | 1/4   | Vlag van Spanje (1785-1931) | Real Unión Irún | 1-5        | 0.0 |

## Bekende (ex-)spelers
- Domènec Balmanya
- Josep Escolà
- Adrien Regattin
- Zico Tumba
- Baptiste Valette